# Férfi 10 méteres toronyugrás a 2017. évi nyári universiadén
A 2017. évi nyári universiadén a férfi 10 méteres toronyugrás versenyszámának selejtezőjét és elődöntőjét augusztus 26-án, a döntőjét pedig másnap, augusztus 27-én rendezték meg a University of Taipei (Tianmu) Shih-hsin Hallban.
A döntőt az észak-koreai I Hjondzsu (Ri Hyon-ju) nyerte, megelőzve az amerikai David Dinsmore-t és a dél-koreai Kim Jongnamot (Kim Yeong-namot).

## Versenynaptár
Az időpontok helyi idő szerint olvashatóak (GMT +08:00):
| Dátum                         | Időpont | Forduló   |
| ----------------------------- | ------- | --------- |
| 2017. augusztus 26., szombat  | 10:00   | Selejtező |
| 2017. augusztus 26., szombat  | 13:00   | Elődöntő  |
| 2017. augusztus 27., vasárnap | 13:00   | Döntő     |

## Eredmény
| #  | Ország       | Név                         | Selejtező | Selejtező | Elődöntő | Elődöntő | Döntő   | Döntő  |
| #  | Ország       | Név                         | Rangsor   | Pontok    | Rangsor  | Pontok   | Rangsor | Pontok |
| -- | ------------ | --------------------------- | --------- | --------- | -------- | -------- | ------- | ------ |
|    | Észak-Korea  | I Hjondzsu (Ri Hyon-ju)     | 14        | 354,90    | 4        | 452,75   | 1       | 491,20 |
|    | USA          | David Dinsmore              | 4         | 426,05    | 1        | 471,55   | 2       | 476,40 |
|    | Dél-Korea    | Kim Jongnam (Kim Yeong-nam) | 5         | 421,75    | 2        | 463,45   | 3       | 473,85 |
| 4  | Oroszország  | Alekszandr Bondar           | 3         | 437,55    | 10       | 400,80   | 4       | 471,70 |
| 5  | Dél-Korea    | U Haram (Woo Ha-ram)        | 1         | 452,75    | 16       | 313,05   | 5       | 460,85 |
| 6  | Mexikó       | José Balleza Isaias         | 6         | 414,60    | 7        | 421,60   | 6       | 447,95 |
| 7  | Oroszország  | Nyikita Slejher             | 7         | 413,20    | 5        | 451,50   | 7       | 434,75 |
| 8  | Japán        | Murakami Kazuki             | 16        | 350,30    | 6        | 429,70   | 8       | 402,60 |
| 9  | Kanada       | Tyler Henschel              | 9         | 394,00    | 8        | 408,60   | 9       | 400,15 |
| 10 | Ukrajna      | Makszim Dolgov              | 2         | 443,60    | 3        | 454,25   | 10      | 399,50 |
| 11 | USA          | Christopher Law             | 12        | 381,55    | 11       | 388,40   | 11      | 369,25 |
| 12 | Brazília     | Jackson Rondinelli de Olive | 18        | 271,10    | 12       | 368,45   | 12      | 336,30 |
|    |              |                             |           |           |          |          |         |        |
| 13 | Észak-Korea  | Rim Kumszong (Rim Kum Song) | 10        | 389,60    | 13       | 363,35   |         |        |
| 14 | Németország  | Alexander Lube              | 17        | 329,50    | 14       | 360,40   |         |        |
| 15 | Mexikó       | Diego García de la Fuente   | 15        | 350,65    | 15       | 345,20   |         |        |
| 16 | Örményország | Vladimir Harutyunyan        | 8         | 408,30    | 16       | 342,60   |         |        |
| 17 | Ausztrália   | Nicholas Jeffree            | 19        | 266,50    | 17       | 310,70   |         |        |
|    |              |                             |           |           |          |          |         |        |
| 18 | Oroszország  | Roman Izmajlov              | 11        | 383,00    |          |          |         |        |
| 19 | USA          | Dashiell Enos               | 13        | 363,45    |          |          |         |        |